# Samuel Bachofen

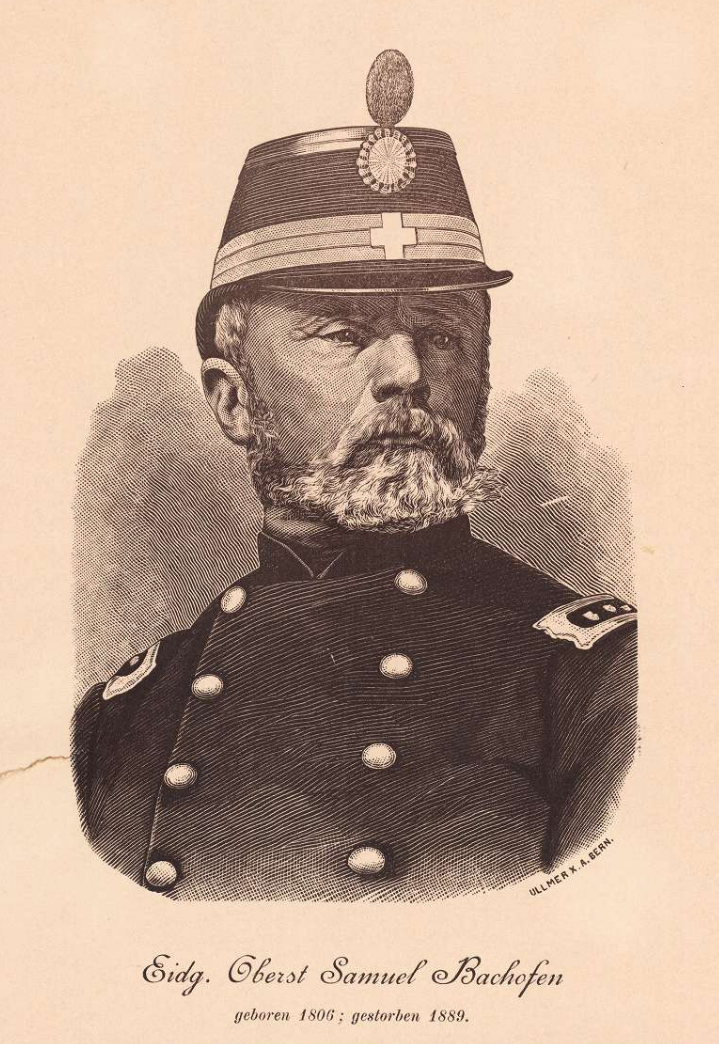
Samuel Bachofen

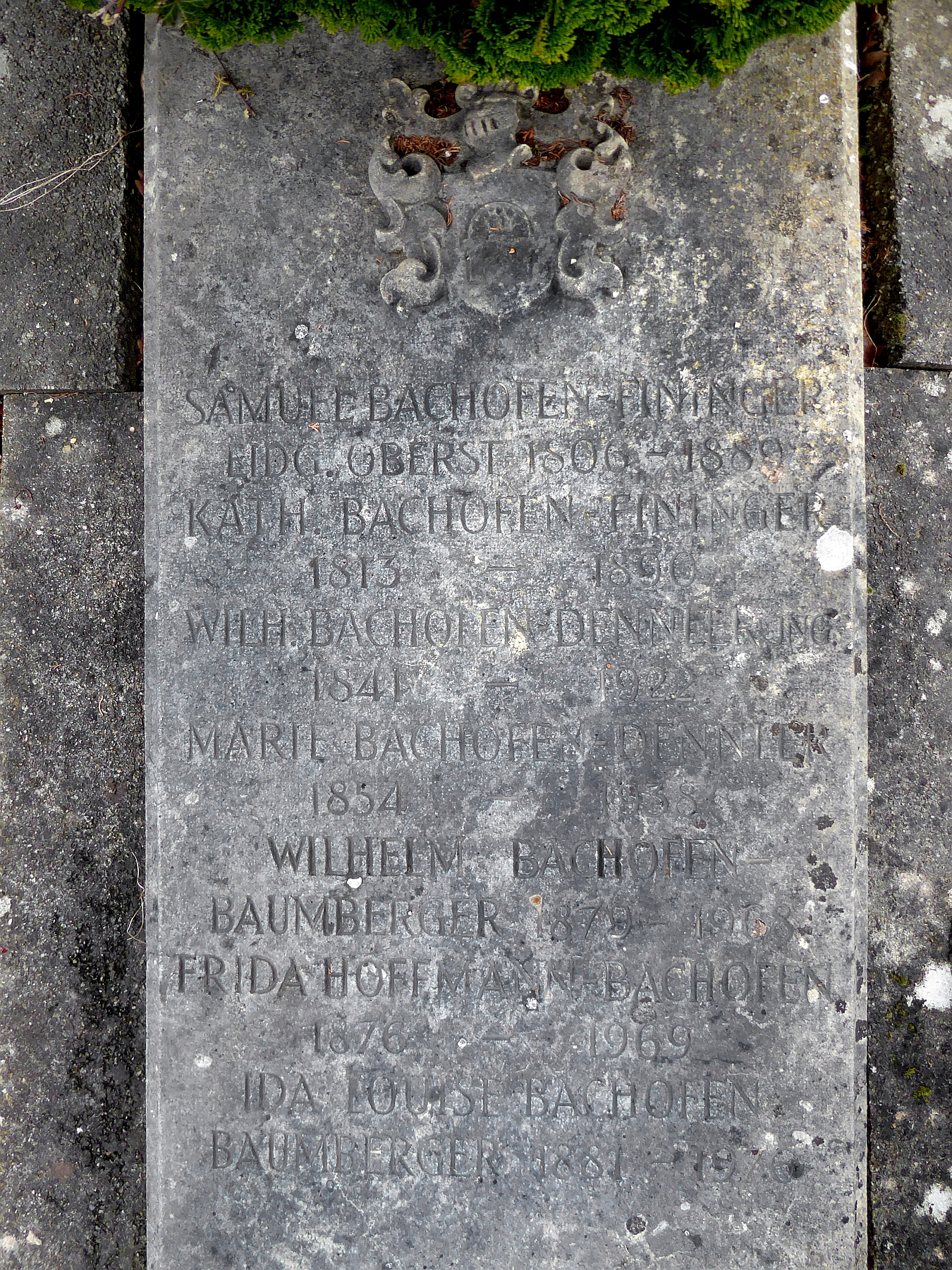
Familiengrab auf dem Friedhof am Hörnli, Riehen, Basel-Stadt

Samuel Bachofen (* 26. August 1806 in Basel; † 20. Januar 1889 ebenda) war ein Schweizer Politiker und Oberst.

## Leben
Samuel Bachofen wurde als Sohn des Basler Polizeileutnants Johann Heinrich Bachofen und der Sophia Klausenburg geboren. Nach der Schulzeit in Basel war er zunächst als Grossmetzger tätig. 1834 heiratete er Katharina Fininger. Bachofen gehörte der Zunft zu Metzgern Basel 1248 an, 1848 und 1866 war er deren Meister. Im liberalen Patriotischen Verein kämpfte er gegen das konservative Regime. 1846 war er Mitglied des Verfassungsrats und von 1847 bis 1887 des Grossen Rates des Kantons Basel-Stadt. Am 12. Mai 1884 amtierte er als Alterspräsident des Großen Rats. Von 1867 bis 1875 gehörte er dem Militärkollegium des Kleinen Rats von Basel-Stadt an.
1848 trat Bachofen in den eidgenössischen Generalstab ein, war von 1855 bis 1867 Kriegsrichter und kommandierte ab 1860 als Oberst verschiedene Brigaden. Zeitweise fungierte er als Oberinstruktor des Kantons Neuenburg. Bachofen, ein Verehrer des russischen Diplomaten und Generals Alexander Arkadjewitsch Suworow, galt als Haudegen. Im Deutsch-Dänischen Krieg von 1864 reiste er, auf seine eigene Initiative hin, als offizieller Schweizer Beobachter nach Schleswig, dort nahm er auf deutsch-österreichischer Seite auch in vorderster Linie an einem Aufklärungsgefecht gegen die Düppeler Schanzen teil. Auch den Deutschen Krieg von 1866 beobachtete er, «einem inneren Antrieb folgend», auf Seite der Preussen vor Ort in Böhmen.  Während des Deutsch-Französischen Krieges von 1870/71 kommandierte er im Rahmen der Grenzbesetzung eine Infanteriebrigade. Als ihm später eine Division angeboten wurde, lehnte er ab, «da er die Verantwortlichkeit für eine Division nicht zu übernehmen wage».

## Die Familie Bachofen und das Corpsstudententum in der Schweiz
Samuel Bachofen hatte vier Söhne, von denen drei als Stifter von zwei Weinheimer Corps, Rhenania Zürich und Helvetia Zürich, hervorgetreten sind, was als ein einmaliger Sachverhalt in der Geschichte des Corpsstudententums anzusehen ist.

### Samuel L. Bachofen
Samuel L. Bachofen (* 31. Juli 1835 in Basel; † 25. Januar 1858 ebenda) begann im Studienjahr 1853/54 am Polytechnikum Karlsruhe ein Studium der Ingenieurwissenschaften. Mit der Eröffnung des Polytechnikums Zürich wechselte er nach Zürich. Zusammen mit Manfred Semper und acht weiteren Studenten stiftete er am 11. November 1855 das Corps Rhenania. Er starb bereits mit 23 Jahren noch als Student des Polytechnikums.

### Arnold Bachofen
Arnold Bachofen (* 18. März 1840 in Basel; † 18. Dezember 1894 ebenda) studierte von 1859 bis 1862 an der Bauschule des Polytechnikums Zürich. Am 23. Oktober 1859 wurde er bei Rhenania rezipiert. Am 29. November 1861 stiftete er mit seinem Bruder Wilhelm, Fritz Lotz, Hieronimus Seeli und zwei weiteren Rhenanen das Corps Helvetia. Nach Abschluss des Studiums war er bis zu seinem Tode als Baumeister und Architekt in Basel tätig. Ab 1883 war er Oberstleutnant der Schweizer Armee. Er war Schützenmeister der Gesellschaft der Feuerschützen Basel.

### Wilhelm Bachofen
Wilhelm Bachofen (* 21. August 1841 in Basel; † 11. April 1922 ebenda) studierte ebenfalls wie seine Brüder Samuel und Arnold am Polytechnikum Zürich, wurde bei Rhenania aktiv und gehörte wie sein Bruder Arnold zu den sechs Stiftern des Corps Helvetia.